# 福田卓也
福田 卓也（ふくだ たくや、1988年 - ）は、日本の放送作家。愛称及び略称は「福田君」、「ダーフク」（miwaや吉岡聖恵などが命名）。アルコ&ピースからは「福ちゃん（通称：作家の福ちゃん）」と呼ばれている。

## 経歴
滋賀県草津市出身。2007年放送の『THE 放送サッカーズ』（ニッポン放送）での鈴木おさむの担当日のコーナー、弟子募集オーディションに合格。立命館大学を休学して作家の道へ進んだ。『中島知子と鈴木おさむ エンタな日曜日』（ニッポン放送）での無給作家が振り出しだった。
その後はオールナイトニッポンのサブ作家として『いきものがかり吉岡聖恵のオールナイトニッポン』（ニッポン放送）や『ゆずのオールナイトニッポンGOLD』（ニッポン放送）、『はんにゃのオールナイトニッポン』（ニッポン放送）で下積み。この間に2部枠の単発でメインを任され、2012年に『Hi-Hiのオールナイトニッポン0(ZERO)』（ニッポン放送）でレギュラー作家に抜擢、1部でもサブ作家を担当していた『miwaのオールナイトニッポン』（ニッポン放送）でメイン昇格。ニッポン放送外では『有吉弘行のSUNDAY NIGHT DREAMER』（JFN）、『アルコ&ピース D.C.GARAGE』（TBSラジオ）を担当。

## エピソード
- バックストリート・ボーイズのファンであり、ブース内でオフィシャルシャツを着ていることが多い。
- 罰ゲームや中継などの体を張ったお使いが今でも多い。
- 飲み会の二次会でゲームセンターへ行く事が多く、三四郎の小宮浩信と飲みに行った際、ゲームセンターに財布を忘れ、大騒ぎした事がある[注 1]。
- Creepy Nutsのラジオにて構成作家を務めている縁から、同アーティストの2019年以降にリリースされたアルバム[2]の「ラジオ盤」に収録されるトークの構成、またCreepy Nutsのファンクラブ・CLUB Creepy Nutsの動画コンテンツ「CLUB Creepy Nuts TV」の構成も担当している。
- 2021年4月からの「マヂカルラブリーのオールナイトニッポン0(ZERO)」レギュラー放送開始に加え「三四郎のオールナイトニッポン」の枠移動に伴い、月曜日以外の全ての曜日でオールナイトニッポン0(ZERO)の構成を担当する事となった。これにより月曜日は「菅田将暉のオールナイトニッポン」の構成を担当しているため、オールナイトニッポン全体の枠において月曜から金曜の全てで構成を担当している事になった。その後、2022年改編においてCreepy Nutsのオールナイトニッポンが1部に昇格し、それに伴い、オールナイトニッポン0(ZERO)の構成は水曜日から金曜日の担当になった。2023年改編においてCreepy Nutsのオールナイトニッポンが終了した後は、2024年改編まで同枠で放送されていた「Adoのオールナイトニッポン」の構成を担当した。
- 笑い声が特徴的で、ラジオ収録中でも思わず声が出てしまうことがよくある。『四千頭身 都築拓紀のサクラバシ919』『Lightning Catapult』ではマイクが近いからか、フォローやツッコミが度々放送中に乗ってしまっている。

## 現在の担当番組

### ラジオ
- TOKI CHIC RADIO（2009年 - 、JFN系列局）
- 有吉弘行のSUNDAY NIGHT DREAMER（2010年 - 、JFN系列局）
- 三四郎のオールナイトニッポン0(ZERO)（2015年 - 、ニッポン放送）[3]
- アルコ&ピース D.C.GARAGE（2016年 - 、TBSラジオ）
- 佐久間宣行のオールナイトニッポン0(ZERO)（2019年 - 、ニッポン放送）
- マヂカルラブリーのオールナイトニッポン0(ZERO)（2021年 - 、ニッポン放送）
- 四千頭身 都築拓紀のサクラバシ919（2022年 - 、ラジオ大阪）[4]
- 仲野太賀のポッドキャスト（2023年 - 、Audible）
- chelmicoのオールナイトニッポンPODCAST（2023年7月 - 、Podcast）
- Lightning Catapult（2025年7月 - 、Podcastほか）

### テレビ
- アルコ&ピースのメガホン二郎（テレビ東京）
- チャンスの時間（ABEMA）

## 過去の担当番組

### ラジオ
- いきものがかり吉岡聖恵のオールナイトニッポン（ニッポン放送）
- はんにゃのオールナイトニッポン（ニッポン放送）
- Hi-Hiのオールナイトニッポン0(ZERO)（ニッポン放送）
- miwaのオールナイトニッポン（ニッポン放送）
- 中島知子と鈴木おさむ エンタな日曜日（ニッポン放送）
- ゆずのオールナイトニッポンGOLD（サブ）（ニッポン放送）
- アルコ＆ピースのオールナイトニッポン0(ZERO)　（ニッポン放送）
- ノースリーブスの「週刊ノースリー部」（ニッポン放送）
- miwaのオールナイトニッポンPremium（ニッポン放送）
- YOU&三四郎 恋愛見極め人 コレって脈あり!?（ニッポン放送）
- 神南里奈 りなラジ（ラジオ大阪）
- リアル頑張ってる途中（TOKYO FM）
- うしろシティ 星のギガボディ（TBSラジオ）
- 菅田将暉のオールナイトニッポン（ニッポン放送）
- Creepy Nutsのオールナイトニッポンシリーズ（2018年 - 2023年、ニッポン放送）
- Adoのオールナイトニッポン（2023年 - 2024年、ニッポン放送）
- 83Lightning Catapult  (2021年 - 2024年、Spotify）

### テレビ
- 有吉探検隊（テレビ朝日）
- バラエティ開拓バラエティ 日村がゆく（AbemaTV）
- 青春高校3年C組（テレビ東京）
  - あなた犯人じゃありません（テレビ東京）- 第3話脚本
- 勇者ああああ〜ゲーム知識ゼロでもなんとなく見られるゲーム番組〜（テレビ東京）
- サクマ&ピース（福島中央テレビ）